# Pourpre
Pour les articles homonymes, voir Pourpre (homonymie).

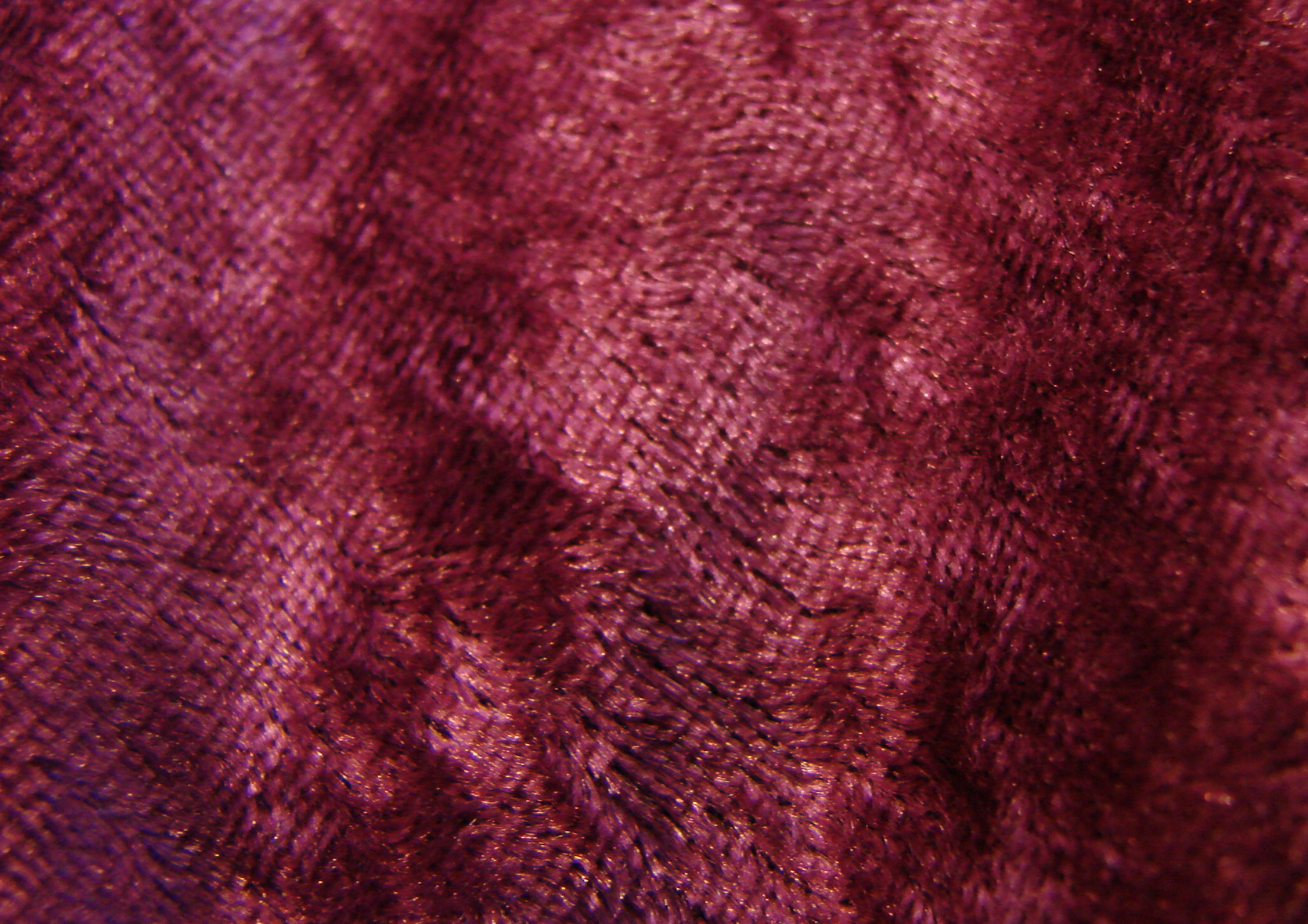
Velours teint en pourpre.

La pourpre est une teinture rouge violacée d'origine animale déjà en usage chez les Phéniciens et les Égéens. C'est un des éléments culturels majeurs de l'Antiquité méditerranéenne, signe d'honneur et de pouvoir que perpétue jusqu'à nos jours le vêtement des cardinaux de l'Église catholique et de prélats de l'Église anglicane.
La couleur pourpre est un rouge violacé profond.
En colorimétrie, les pourpres sont les couleurs, mélanges de rouge et de bleu et complémentaires des verts, qui ne peuvent être reconstituées par le mélange d'une lumière blanche et d'une seule lumière monochromatique. Les pourpres ne se trouvent pas dans l'arc-en-ciel, qui présente la suite des lumières monochromatiques, mêlées du blanc de la lumière que diffusent les nuages. Sur le diagramme de chromaticité, la droite des pourpres relie le lieu des rouges monochromatiques avec celui des bleus monochromatiques. D'ordinaire, la langue française divise ce champ chromatique entre d'une part les violets, proches des bleus et d'autre part les pourpres, proches des  rouges.

## Histoire

### Antiquité
Dans l'Antiquité, la couleur pourpre était tirée de mollusques gastéropodes à coquille ovale ou oblongue appelés pourpre ou murex, du genre Murex. Le Murex trunculus (syn. Hexaplex trunculus) ou « rocher fascié » fournissait la pourpre améthyste ou violette. Elle contient une substance azurée, l'oxyde cyanique. Le Murex brandaris (syn. Bolinus brandaris) ne contient, lui, qu'un seul radical, l'oxyde tyrien appelé « pourpre des anciens ».
Ces coquillages se trouvaient en quantité sur les bords de la Méditerranée ; ils étaient prélevés aux temps anciens des Cananéens sur les côtes de Phénicie, celle du Péloponnèse et d'Afrique du Nord. Il se peut que la collecte ait été pratiquée sur le rivage nord, notamment dans la baie de Toulon à l'époque gallo-romaine. La pourpre obtenue dans cette région était plus sombre, elle était plus violette dans les régions moyennes et plus rouge dans les régions méridionales.

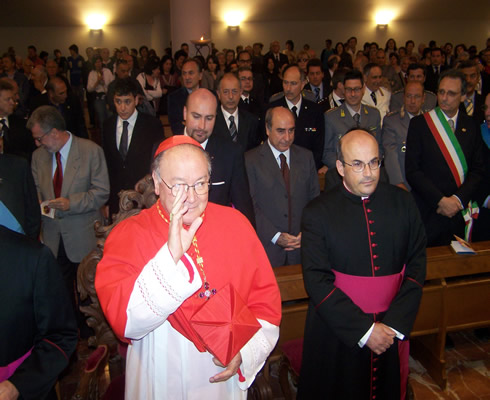
La pourpre cardinalice du cardinal Martino

Le coût de fabrication très élevé de la pourpre réservait son usage à des étoffes destinées aux dieux et aux classes dirigeantes des sociétés entourant la Méditerranée. À Rome, c'est le symbole du pouvoir : la largeur de la bande pourpre (ostrum), portée sur la toge (clavus), et la couleur plus ou moins vive des vêtements rouges indiquent le statut social du porteur du vêtement (voir laticlave, angusticlave). Seuls les imperatores portaient des vêtements entièrement teints de pourpre. Vitruve évoque la fabrication de la pourpre à partir des « limaçons ».
À Constantinople, la chambre de l'empereur était pourpre (les murs étaient revêtus de porphyre, une pierre pourpre) et le fils d'un empereur né alors que son père régnait, c'est-à-dire dans cette chambre, portait le surnom prestigieux de « Porphyrogénète ».
La raréfaction du Murex a fait disparaître les techniques de fabrication de la teinture pourpre.
Les cardinaux de l'Église catholique et certains prélats de l'Église anglicane portent un vêtement dit pourpre. La nécessité de différencier cette tenue de celle, violette, des évêques, a, semble-t-il, tiré le pourpre cardinalice romain vers l'écarlate, qui devient au Moyen Âge la couleur du pouvoir.

### Époque moderne
Aux siècles suivants, la mode a utilisé largement les couleurs roses et mauves, correspondant à des pourpres ou à des violets lavés de blanc ; mais le pourpre profond restait inaccessible, et les couleurs résistaient mal au lavage. Au milieu du XIXe siècle, la fabrication des colorants chimiques permet des teintes plus violemment colorées et résistantes. Le murexide synthétisé à partir d'acide urique extrait du guano péruvien crée la mode dans le tiers médian du siècle, concurrencé par la pourpre française extraite de l'orseille, un lichen.
La synthèse de colorants pourpres à base d'aniline à partir du charbon permet d'obtenir, dans le dernier tiers du siècle, des colorants pourpres profonds, de toutes les nuances, et grand teint. La possibilité de fabriquer des colorants chimiques ayant stimulé l'industrie, on synthétisa ensuite toute une série de colorants rouge violacé comme l'alizarine ou garance synthétique.

## Colorimétrie

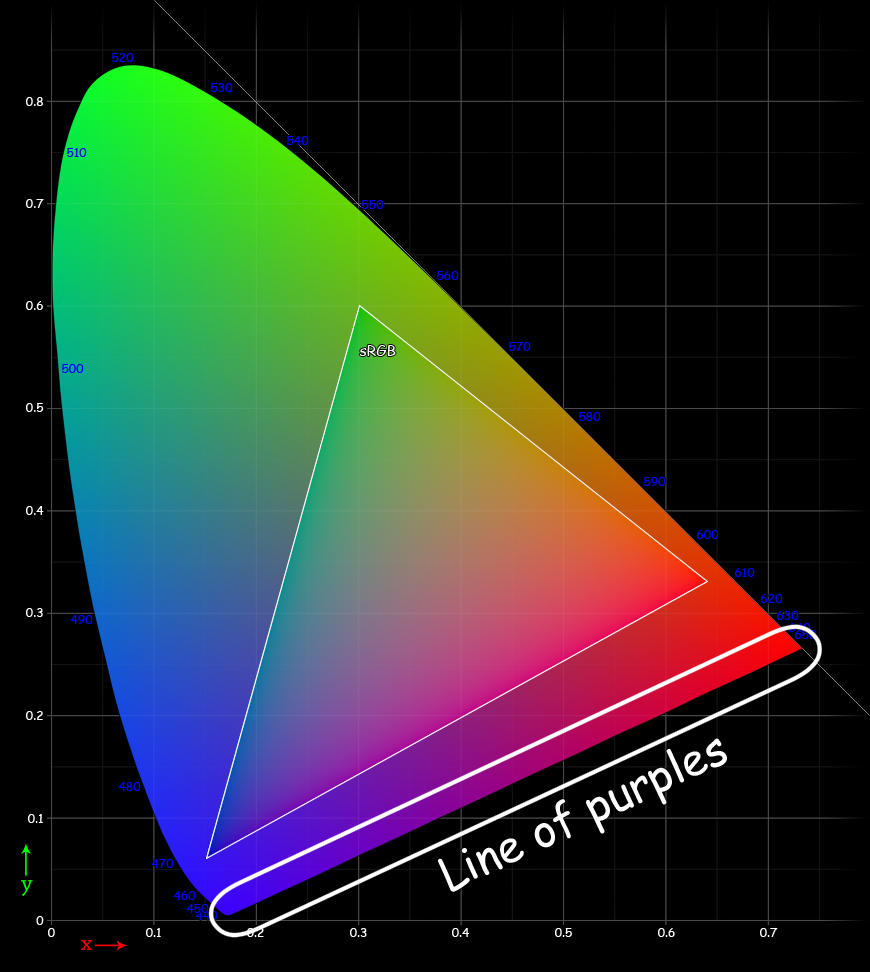
Ligne des pourpres sur le diagramme de chromaticité.

En colorimétrie, les pourpres sont les couleurs, mélanges de rouge et de bleu et complémentaires des verts, qui ne peuvent être reconstituées par le mélange d'une lumière blanche et d'une seule lumière monochromatique. Sur le diagramme de chromaticité, la ligne des pourpres est la droite qui relie la couleur rouge la plus extrême dans le domaine visible (de longueur d'onde d'environ 700 nm), à la longueur violette la plus extrême (de longueur d'onde d'environ 400 nm). Une couleur pourpre saturée est une combinaison de ces deux couleurs. Sa teinte varie du rouge au violet en fonction de la pondération affectée à chacune des deux couleurs extrêmes.
Le diagramme de chromaticité dispose les teintes des couleurs reproductibles par un système de synthèse additive des couleurs. La courbe à la périphérie, du bleu-violet au rouge, représente les couleurs monochromatiques, qu'on obtient par exemple en décomposant la lumière blanche avec un prisme. Une teinte obtenue par mélange de deux autres se trouve, dans le diagramme, sur un point intermédiaire du segment de droite qui relie les deux composantes. La ligne qui ferme le diagramme en bas est la droite des pourpres.

### Classification générale méthodique des couleurs
La norme AFNOR X08-010 « Classification générale méthodique des couleurs » (annulée le 30 août 2014) définissait le champ chromatique des pourpres purs comme celle des couleurs complémentaires, en lumière du jour (illuminant D65), des verts monochromatiques de longueur d'onde entre 499 et 556 nm.
Selon cette classification, les pourpres rougeâtres mêlés de blanc de clarté élevée sont des roses ; les pourpres désaturés de clarté faible, sont des bordeaux.
Sur le diagramme de chromaticité, la région des pourpres purs au sens de la norme X08-010 s'étend ainsi dans la partie centrale de la droite des pourpres, de 37 % à 81 % en partant des rouges.
| 700     | 700     | -494    | -494    | -497    | -497    | -499    | -499          | -503          | -503          | -508          | -508    | -525    | -525    | -542    | -542           | -549           | -549           | -556           | -556           | -560           | -560           | -563           | -563     | 400      | 400      |
| ← rouge | ← rouge | ← rouge | magenta | magenta | magenta | magenta | pourpre-rouge | pourpre-rouge | pourpre-rouge | pourpre-rouge | pourpre | pourpre | pourpre | pourpre | pourpre-violet | pourpre-violet | pourpre-violet | pourpre-violet | violet-pourpre | violet-pourpre | violet-pourpre | violet-pourpre | violet → | violet → | violet → |

### Rouge pourpre
Le nuancier Reichsausschuß für Lieferbedingungen (RAL) donne à ses échantillons des noms de couleur notamment en allemand, en anglais et en français. Les échantillons sont normalement présentés dans un nuancier sur papier pour identifier des peintures et couleurs de surface. Le site de l'organisation donne cependant des plages de couleur informatique, qui ne peuvent, bien entendu, servir aux comparaisons.
Le RAL 3004 est désigné (de) Purpurrot, (en) Purple red, (fr) Rouge pourpre.
Dans la classification AFNOR X08-010, cette couleur est à la limite entre le champ des rouges et celui des rouge-pourpres.

### Couleurs du Web
Le mot-clé purple (pourpre) appelle une couleur au milieu de la ligne des pourpres.
On doit préciser que « l’anglais purple n’est pas l’équivalent de pourpre ». En dehors de l'usage technique de la colorimétrie, le champ chromatique purple se divise en français entre violets et pourpres.
Le Répertoire de couleurs de la Société des chrysanthémistes (1905) indique que le « purple » des Anglais ou « Deep purple » des Américains « à notre avis, doit plutôt être appelé Violet pourpré ».

### Atlas des couleurs de Chevreul
Chevreul indique dans son Moyen de nommer et de définir les couleurs (1860) que la couleur pourpre s'obtient par mélange de « rouge cramoisi de cochenille et bleu […] 4 violet 10 au 12 ton ». La couleur pure violet 4 est l'avant-dernière avant le violet-rouge.
| 10 ton | 10 ton | 11 ton | 11 ton | 12 ton | 12 ton |

Dans la classification AFNOR X-08-010, ces nuances sont dans le domaine pourpre-rouge.
Le nuancier NIMES reprend le nuancier de Chevreul.

### Filtres
Le filtre Wratten n°35  dit « pourpre » est un filtre de contraste absorbant complètement le vert, utilisé en photomicrographie, de longueur d'onde dominante −565,7 nm (D65), donc, à la limite du bleu-violet.
La couleur de ce filtre est hors du gamut sRGB (-565,7 nm + blanc D65).

### Nuanciers commerciaux
Dans les nuanciers commerciaux, on trouve, en peinture pour les beaux-arts rouge de cadmium pourpre, rouge permanent pourpre ; en peinture pour la décoration pourpre, pourpre 2, pourpre 3, pourpre 5, pourpre 6, pourpre 8, pourpre de Venise, basilic pourpre.

## Héraldique
En héraldique, pourpre est un émail d'une couleur variant du gris-brun au rouge violacé, définition correspondant au bordeaux AFNOR XO8-010. Le pourpre héraldique englobe les violets et pourpres, mais doit s'éloigner du rouge vermillon (gueules), du violet foncé (mûre, en anglais murrey) et du rouge foncé (sanguine). Plutôt rare, cet hybride métal/couleur se rencontre surtout dans les blasons d'ecclésiastiques. En représentation monochrome, le pourpre est symbolisé par des hachures « en barre » (obliques montant de gauche à droite dans le sens de l'observateur de l'écu).

Famille Le Boindre.
Famille Bigot.

## Étymologie et usage
Le mot vient du grec ancien πορφύρα / porphúra. Le mot latin est purpura, d'où l'adjectif « purpurin », de couleur pourpre.
Le pourpre, c'est-à-dire la couleur pourpre, est nommé d'après la teinture. En français, les adjectifs de couleur qui proviennent de noms d'objets sont invariables (des robes marron, et non pas « marronnes ») ; l'adjectif de couleur « pourpre » est une des six exceptions à cette règle (mauve, fauve, rose, pourpre, écarlate, vermeil), et prend donc un s au pluriel : des toges pourpres.
La pourpre désigne, par métonymie, un vêtement associé à une fonction. « La guerre est une pourpre où le meurtre se drape », écrit Victor Hugo. La pourpre romaine n'est pas une couleur, mais un vêtement et une dignité, celle de cardinal dans l'Église catholique romaine. La pourpre signifie la puissance et la richesse, ou leur apparence, comme dans l'expression « les ors et les pourpres ».
Pourpre donne pourpré, empourpré, adjectif indiquant que la couleur tire sur le pourpre.